# Kellian Motta Paes
Kellian Motta Paes (ur. 24 marca 2002) – francuski siatkarz, grający na pozycji rozgrywającego.
Jego ojciec Maurício, również był siatkarzem, a od dłuższego czasu jest trenerem. Mama Maguy, także była siatkarką i trenerką. Również jego o 2 lata starsza siostra Loane gra zawodowo w siatkówkę.

## Sukcesy reprezentacyjne
Mistrzostwa Europy U-22:
- 2022[9]

## Udział siatkarza w pozostałych międzynarodowych turniejach w reprezentacji Francji
Mistrzostwa Europy Kadetów:
- 8. miejsce 2018[10]

Mistrzostwa Europy Juniorów:
- 5. miejsce 2020[11]

Igrzyska Śródziemnomorskie:
- 4. miejsce 2022[12]

## Nagrody indywidualne
- 2022: Najlepszy rozgrywający Mistrzostw Europy U-22[13]